# Johann Gruss

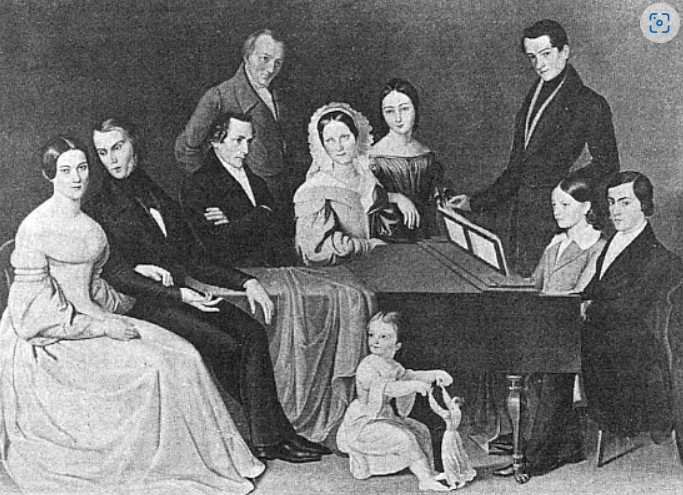
Johann Gruss: Autoportrét (stojící muž uprostřed) s rodinou Pleischlů a Opotzerů

Johann Gruss, též psán Jan (22. listopadu 1790 Pšov – 8. srpna 1855 Litoměřice) byl český malíř.

## Život
Narodil se v rodině sedláka Johanna Grusse a jeho manželky Rosálie, rozené Novákové. Jeho bratr Anton Gruss (1803–1872) byl též malíř. Malíři se stali i jeho synové Johann Gruss ml. (1821–1901) a Julius Theodor Gruss (1825–1865). Syn Johann byl konzervátorem Památkové komise a ředitelem muzea Památkového spolku. 
Ze střední školy nastoupil do semináře v Praze, kde krátce před vysvěcením začal mít pochyby o další kněžské dráze. Přerušil na rok studium, poskytl delší prázdniny, které měl strávit jako korepetitor synů notáře Richtera ve Varnsdorfu, a poté se rozhodnout. Od roku 1806 byl studentem pražské Akademie, studium nedokončil. Stal se učitelem kreslení ve Varnsdorfu, tvořil portréty svých přátel. Dne 26. října 1819 se ve Neufranzenthalu (nyní Varnsdorf) oženil s Elisabeth Stolleovou.
V Litoměřicích se usadil na konci 20. let. se stal vlastníkem domu č. 356, kde také zemřel.

## Dílo
Ve svém díle byl Johann Gruss ovlivněn Augustem Piepengagenem, jehož styl napodoboval. Maloval portréty a náboženské (oltářní) obrazy.

### Kostelní obrazy
- Kostel svatého Michaela archanděla (Dolní Poustevna): Svatý Jan Nepomucký (1826), nahrazen obrazem sv. Michaela archanděla
- Kostel svatého Otmara (Hoštka): Vzkříšení Lazara (1832)
- Kostel svatého Michaela archanděla (Tušimice): obraz na hlavním oltáři
- Kostel svaté Anny (Jeřmanice): Sv. Maří Magdalena, sv. Kateřina, sv. Jan Nepomucký (kolem 1836), Panna Maria Pomocná (1841). V Soupisu památek z roku 1977 je Grussovo dílo v Jeřmanicích označeno jako "nezdařené".[8]
- Kostel svaté Heleny (Krásný Les): Sv. Helena na hlavním oltáři (1841)
- Katedrála svatého Štěpána (Litoměřice): čtyři obrazy evangelistů na pravé straně presbytáře (1844)
- Kostel svatého Vendelína (Perštejn): křížová cesta (1849)
- Biskupská rezidence v Litoměřicích: Tři božské ctnosti (připisováno) (kolem 1850)
- Kostel Zvěstování Panny Marie (Litoměřice): Dva obrazy v kapli sv. Jana Nepomuckého (nedatováno)

Soupis byl vypracován na základě údajů ve čtyřdílném kompendiu Umělecké památky Čech, v nakladatelství Academia vycházelo v letech 1977–1982. Odráželo stav na konci 60. let 20. století. Proto není jisté, zda se obrazy na uvedených místech ještě nacházejí nebo byly zničeny. Obec Tušimice zanikla v roce 1972. Není vyloučené, že je Gruss autorem dalších kostelních obrazů.
Gruss se rovněž zúčastnil pražské umělecké výstavy v roce 1827. Vystavil zde obraz Dobročinnost svaté Alžběty Durynské, vytvořený pro dívčí školu v České Lípě.

### Rekonstrukce Růžencové slavnosti
V letech 1839–1841 rekonstruoval Růžencovou slavnost Albrechta Dürera. Při rekonstrukci rozpadajícího se obrazu se neřídil exitujícími kopiemi, je proto zčásti považován za domalbu 19. století a Grussova práce za částečné poškození původní malby. Jako zajímavost bývá např. uváděno, že přemaloval i mouchu, kterou Dürer umístil jako zábavný detail na Madonino koleno.
Kromě Růžencové slavnosti restauroval Gruss v roce 1851 také oltářní obrazy v kostele svaté Kateřiny v Bořislavi a v roce 1837 hlavní oltářní obraz v kostele svatého Klimenta na Levém Hradci.

## Galerie

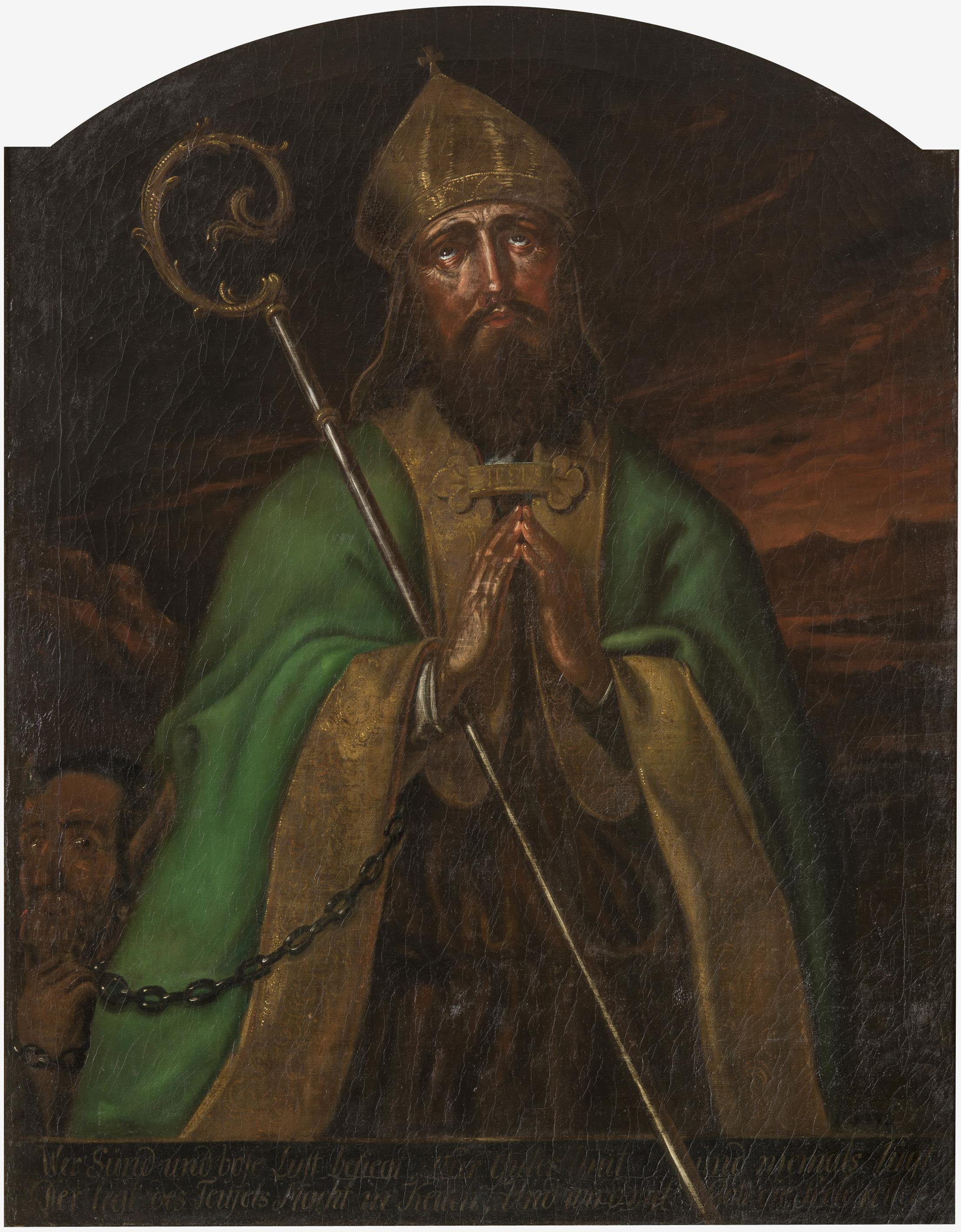
Svatý Prokop (soukromá sbírka, 1845)
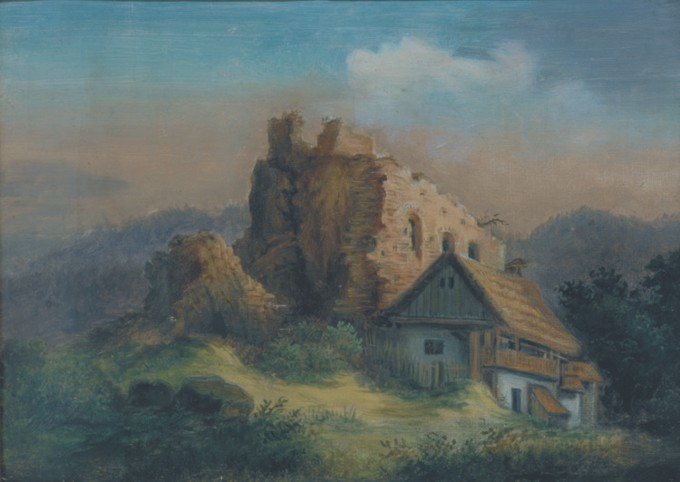
Zřícenina hradu Kamýk (1840)
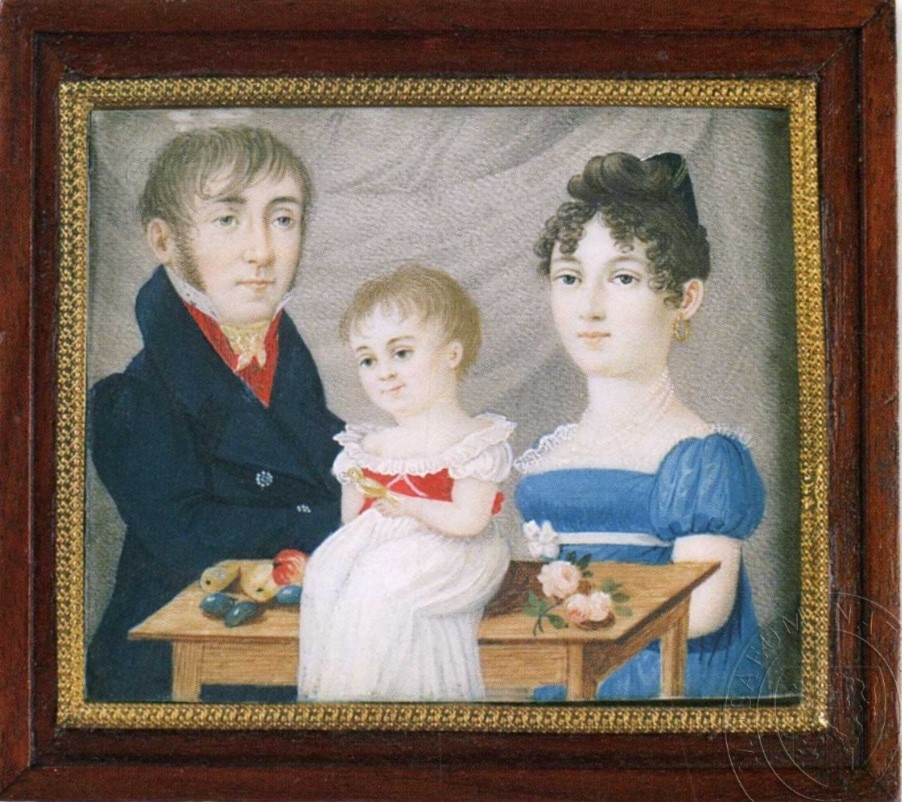
Neznámá rodina (připsáno Johannu Grussovi, miniatura, asi 1820)